# 티오메르살
티오메르살은 유기화학으로 만들어지는 화합물 중에 하나이다. '메르티올레이트나 티메로살이라고 부르기도 한다.

## 설명
티오메르살은 제약회사인 일라이 릴리 앤드 컴퍼니가 메르티올레이트라고 명명했다. 백신, 면역 글로불린 제제, 피부 검사 항원, 항사독소, 안과 및 비강 제품, 문신 잉크의 방부제로 사용되었다. 안전성에 대한 두려움이 입증되지 않았다는 과학적 합의에도 불구하고 백신 방부제로서의 사용은 백신 접종 반대 단체에 의해 의문이 제기되었다. 1999년에 미국 질병통제예방센터(CDC)의 「질병 및 사망률 주간 보고서」(Morbidity and Mortality Weekly Report)의 발표된 성명서에 따르면 "미국 공중 보건 서비스 위탁 군단(PHS), 미국 소아과 학회(AAP) 및 백신 제조업체들은 티오메르살이 함유된 백신을 가능한 한 빨리 폐기해야 한다는 데 동의"하며, 이들 단체들은 티오메르살을 함유한 백신을 대체하기 위해 협력할 것이고 제조업체들은 "가능한 한 신속하게 수은을 제거하거나 줄이기 위해" 노력할 것이라고 밝혔다라는 백신의 내용물"이라고 말했다. 그것은 특정 연례 독감 백신의 방부제로 계속 사용되며 대부분 다중 용량 바이알에 보관된다.  티오메르살이 없는 백신을 선호하는 사람들을 위한 1회 접종 바이알 독감 주사가 선택지이지만 티오메르살과 자폐증 사이에 연관성이 있다는 주장을 뒷받침하는 과학적 자료는 없다.

## 같이 보기
- 유기화학
- 화합물